# 이선 웨인
존 이선 웨인 주니어(영어: John Ethan Wayne Jr., 1962년 2월 22일 ~ )는 미국의 배우이다.

## 생애
캘리포니아주 엔시노에서 배우인 존 웨인과 그의 3번째 아내인 필라 팰리트의 아들로 태어났으며 바다와 야외를 좋아했던 아버지를 따라 뉴포트비치에서 성장했다. 이선이라는 이름은 존 웨인이 주연을 맡았던 영화 《수색자》의 주인공인 이선 에드워즈에서 따온 것이라고 한다.
1970년부터 1971년 사이에 존 웨인이 주연을 맡았던 영화 《리오 로보》, 《빅 제이크》에서 단역으로 출연했다. 1979년에 아버지가 사망한 이후에 스턴트 배우로 전향했고 1980년에 개봉된 영화 《블루스 브라더스》에서 스턴트 맨으로 출연했다. 1981년에 개봉된 코미디 영화 《롱샷》, 슬래셔 영화 《스크림》에서는 주연 배우로 출연했다.
1987년에 NBC에서 방영된 텔레비전 영화 《알라모: 영광의 13일》에서 에드워드 테일러 역할을 맡았고 1987년부터 2003년까지 CBS에서 방영된 연속극 《더 볼드 앤 더 뷰티풀》에서 스톰 로건 역할을 맡았다. 1989년부터 1991년까지 유니버설 스튜디오가 제작한 텔레비전 연속극 《애덤-12》에서 맷 도일 경찰관 역할을 맡았다.